# 雷迪陨击坑
雷迪陨击坑（Redi）是火星希腊区的一座撞击坑，其中心坐标位于南纬60.6度、西经267.3度处，直径60.31公里（37.47英里）。该特征取名自十七世纪意大利医师 弗朗切斯科·雷迪(1626年-1697年），1973年被国际天文联合会行星系统命名工作组批准接受。 
该陨坑西北是略大的斯帕兰扎尼陨击坑，而东北和东南则分别坐落了巨大的塞奇陨击坑和赫胥黎陨击坑。雷迪陨击坑内显示有尘暴痕迹，部分坑底被一种称为“纬度相关覆盖层的平整沉积物覆盖。

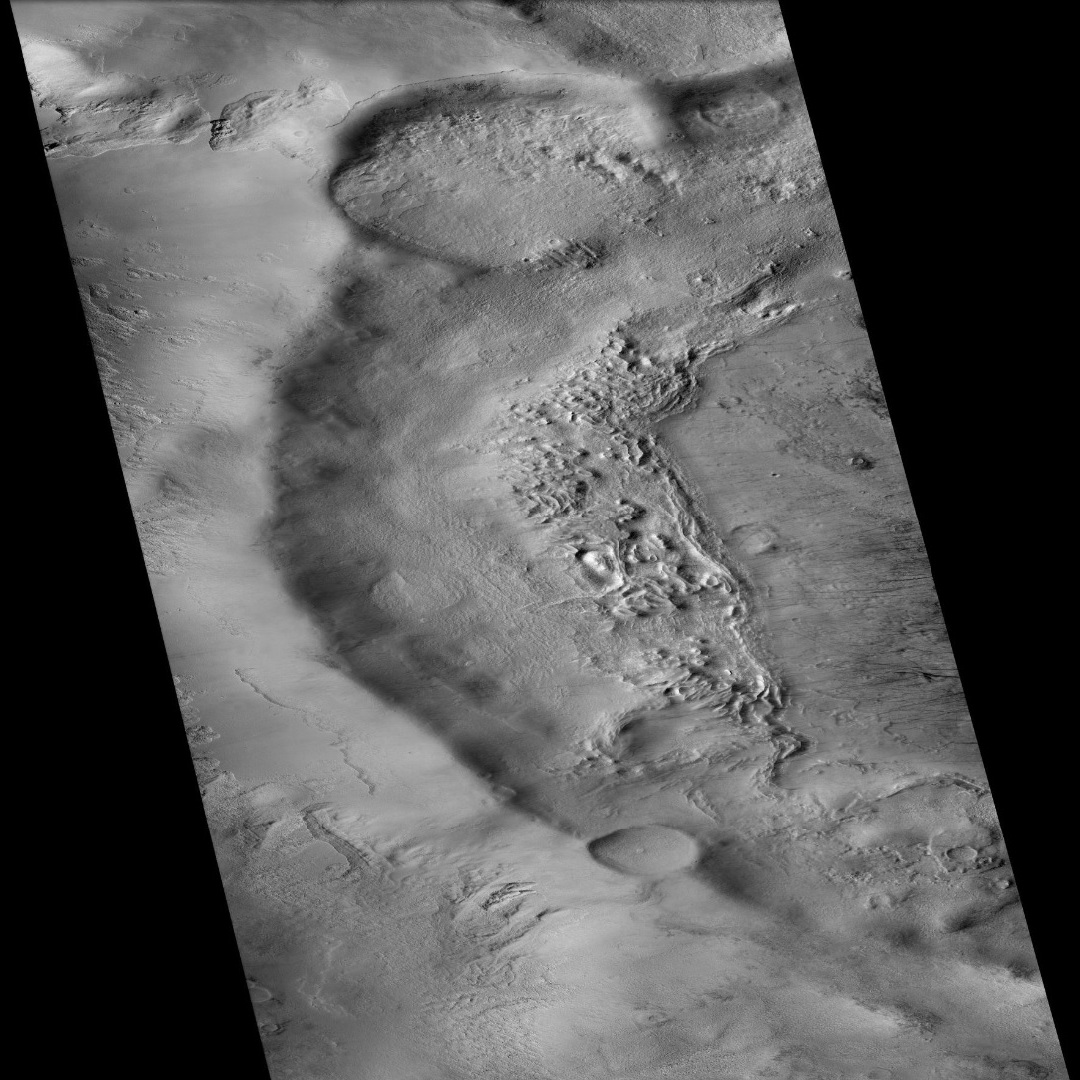
高分辨率成像科学设备显示的坑内尘暴痕迹和覆盖层，注：这是前一幅图像的放大版。